# Stovies
Lo stovies (anche conosciuto come stovy tatties, stoved potatoes, stovers o stovocks) è un piatto tradizionale scozzese.

## Etimologia
La parola stovies significa "stufare" in lingua scots e deriva dal francese étuvé ("brasato").

## Caratteristiche e preparazione
Solitamente lo stovies viene preparato usando patate e, se gradite, carne, cipolle, e altre verdure a piacimento. Per preparare lo stovies bisogna brasare delle patate in una pentola chiusa con il grasso (possono essere usati strutto, lardo di manzo o burro) e una piccola quantità di acqua o altri liquidi come latte, brodo o gelatina di carne. Il piatto può essere servito con salumi, oatcake e barbabietole sottaceto. A volte, se lo stovies ha la carne viene nominato high-heelers, mentre quando non la presenta viene definito barfit.